# Christine Teusch

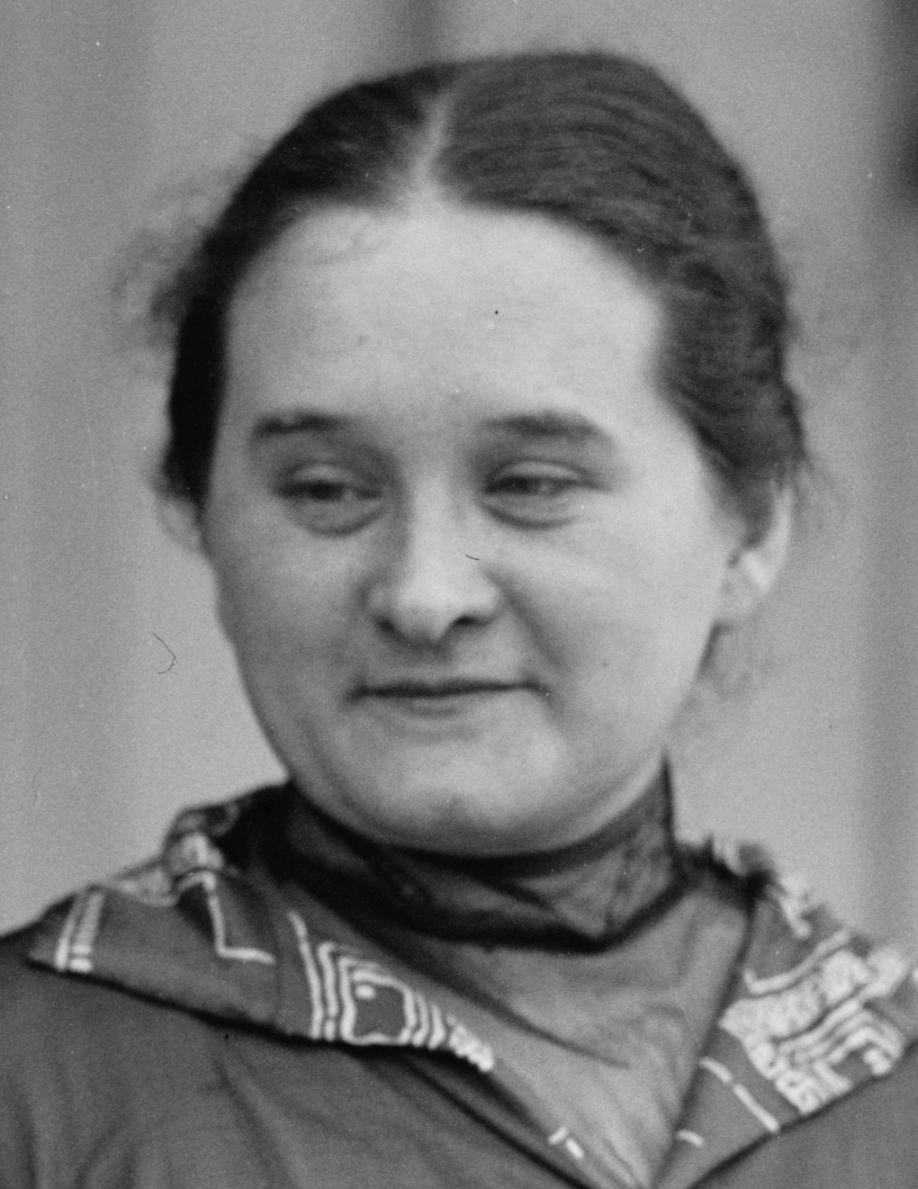
Christine Teusch (1925)

Christine Teusch (* 11. Oktober 1888 in Köln-Ehrenfeld; † 24. Oktober 1968 in Köln) war eine deutsche Politikerin der Zentrumspartei und der CDU und Kultusministerin in Nordrhein-Westfalen. Sie war damit die erste Ministerin in der Bundesrepublik Deutschland.

## Leben
Nach dem Besuch des Lyzeums der Schwestern vom armen Kinde Jesus und der Königin-Luise-Schule in Köln legte Christine Teusch 1910 das Lehrerinnenexamen ab.

### Berufliche Tätigkeit
Zunächst war Christine Teusch am Lyzeum Marienberg in Neuss tätig. Nachdem sie 1913 das Rektorexamen in Koblenz bestanden hatte, wechselte sie 1913 in den Schuldienst der Stadt Köln. 1915 wurde sie Vorsitzende des katholischen Lehrerinnenvereins in Köln. 1917 wechselte Teusch als Leiterin in die Frauenarbeitsnebenstelle Essen und wurde dann 1918 Leiterin des Arbeiterinnensekretariats beim Generalsekretariat der Christlichen Gewerkschaften in Köln. Nach der Machtübernahme der Nationalsozialisten kehrte sie 1933 in den Schuldienst zurück. 1936 trat sie aus gesundheitlichen Gründen in den Ruhestand.
Von 1923 bis 1965 war sie Vorsitzende des Deutschen Nationalverbandes der Katholischen Mädchenschutzvereine, Freiburg im Breisgau (heute: IN VIA Katholischer Verband für Mädchen- und Frauensozialarbeit e. V.). Sie brachte ihre Vorstellungen von einer katholischen Frauenbewegung in die verbandlichen und politischen Entscheidungsgremien ein.

### Parteizugehörigkeit
Teusch gehörte seit der Kaiserzeit dem Zentrum an. 1945 trat Christine Teusch der CDU bei und wurde 1946 in den Vorstand der Partei für die britische Besatzungszone gewählt.

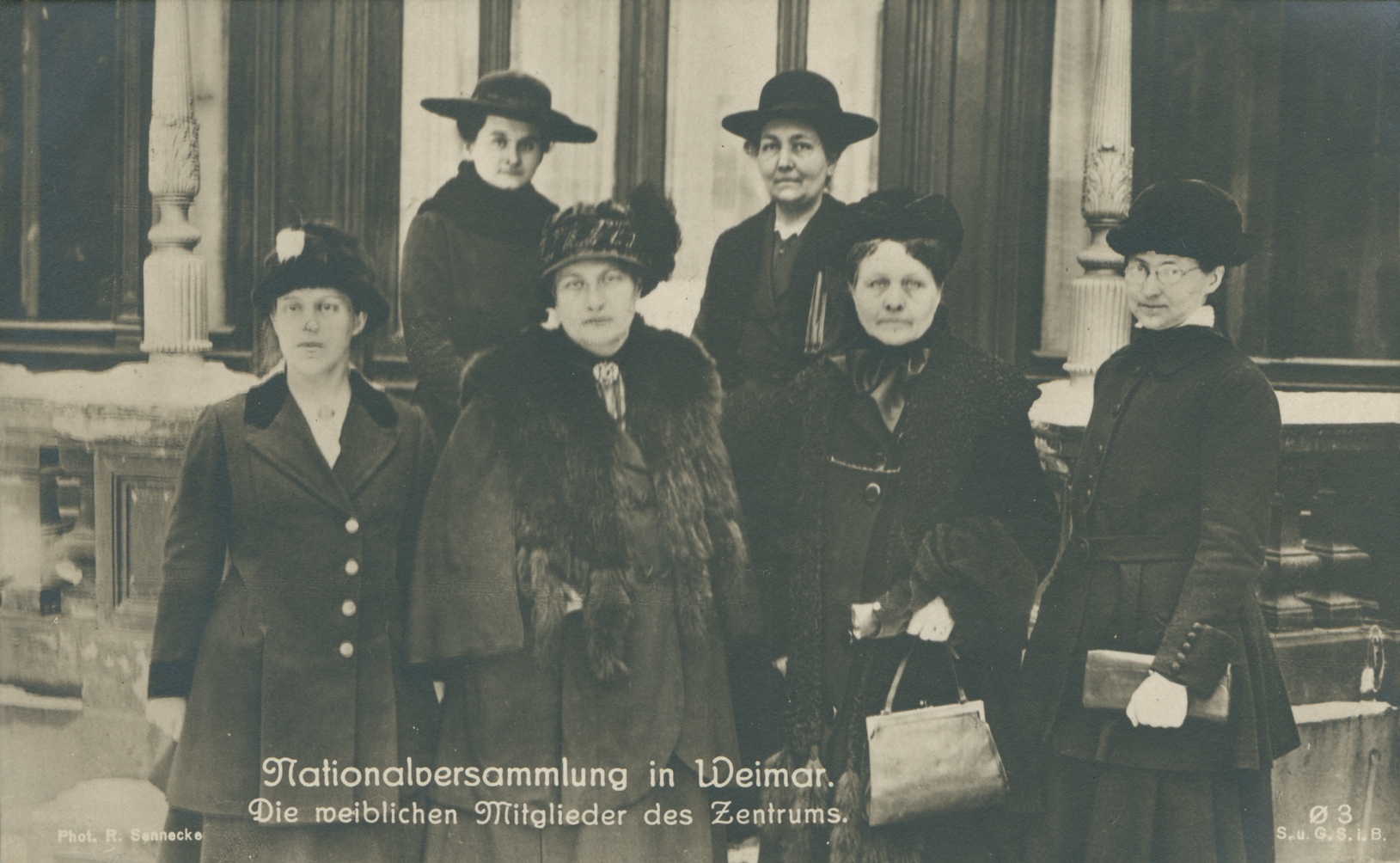
Weibliche Abgeordnete der Zentrumspartei in der Weimarer Nationalversammlung, 1919/20, Christine Teusch hinten links

### Abgeordnetentätigkeit
Christine Teusch wurde 1919 in die Weimarer Nationalversammlung gewählt. Von 1920 bis 1933 gehörte sie dem Reichstag an.
In der Nationalversammlung lernte sie den späteren Reichskanzler Joseph Wirth kennen, mit dem sie kurzzeitig verlobt war.
Am 24. März 1933 stimmte sie aus Fraktionsdisziplin für Hitlers Ermächtigungsgesetz.
Sie engagierte sich in der katholischen Widerstandsgruppe Kölner Kreis. In der NS-Zeit fand sie Zuflucht bei den Olper Franziskanerinnen im Karolinenhospital in Arnsberg-Hüsten und lebte dort incognito.
Die britische Besatzungsmacht berief Teusch 1946 in den ernannten Landtag von Nordrhein-Westfalen, nachdem sie bereits ein Jahr zuvor in den Kölner Stadtrat berufen worden war. 1947 wurde sie dann auch in den Landtag, dem sie bis 1966 angehörte, gewählt. Dort vertrat sie den Wahlkreis Köln-Stadt III.

### Kultusministerin in Nordrhein-Westfalen
Am 19. Dezember 1947 wurde Teusch von Ministerpräsident Karl Arnold gegen den Willen Konrad Adenauers, des damaligen CDU-Fraktionsvorsitzenden im Landtag, der sie als Tristine Keusch titulierte, zur Kultusministerin berufen; sie hatte dieses Amt bis 1954 inne. Am 23. Januar 1954 hielt sie in der 99. Sitzung des Bundesrates als erste Frau eine Rede in der Länderkammer. Zuvor hatte sie in der ersten Sitzung 1949 bereits das Stimmverhalten ihres Bundeslandes bei der Wahl des Präsidenten erklärt, was strenggenommen als ihre erste Wortmeldung gelten kann.
Das Schulministerium NRW schreibt zu ihr u. a.:
Bei ihrer Kandidatur für das Amt der Kultusministerin sah sie sich starken Widerständen gegenüber, auch aus den eigenen politischen Reihen (z. B. von Konrad Adenauer, dem damaligen Fraktionsvorsitzenden) und aus den Kirchen. Eine Ursache mag in der vorherrschenden Auffassung gelegen haben, dass Frauen für die herausgehobene politische Regierungsämter – hier Führung eines Ministeriums – ungeeignet seien. Insbesondere wurde für das Kultusministerium damals befürchtet, dass im Zusammenklang mit den bereits tätigen fünf Referentinnen der ‚weibliche Einfluss (…) voraussichtlich ins Ungemessene steigen‘ werde, so dass der damalige Ministerpräsident Arnold sich veranlasst sah, C. Teusch zu erklären, ‚dass er im Ministerium keine Weiberherrschaft wünsche‘. Christine Teuschs bildungspolitisches Wirken war jedoch – allen gegenteiligen Vermutungen zum Trotz – sehr weitreichend und prägend für die nordrhein-westfälische Bildungsstruktur. Ihre Schulpolitik zielte auf soziale Veränderungsnotwendigkeiten, so gehörte u. a. die Idee des zweiten Bildungsweges, die Entwicklung von Abendgymnasien und Volkshochschulen, die Verringerung der Klassengrößen in Volksschulen und Förderschulen, die Verankerung von Elternrechten in den Grundlagen der Schulverfassung und die Förderung von Schulneubauten zu ihren Initiativen. Zu ihren persönlichen Schwerpunkten in der politischen Arbeit zählte – vermutlich aufgrund ihrer Erfahrungen als dienstverpflichtete Leiterin der Essener Stelle für Frauenarbeit in der Militärverwaltung während des 1. Weltkrieges – die Frauen- und Mädchenbildung.

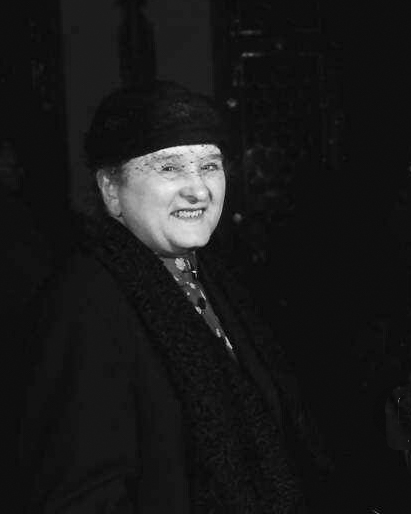
Christine Tesuch im Jahr 1958, Foto von Willy Pragher

Als Kultusministerin war Teusch Mitbegründerin der Studienstiftung des deutschen Volkes und des Deutschen Akademischen Austauschdienstes und eine Zeit lang Vorsitzende der Westdeutschen Kultusministerkonferenz. Sie schied 1954 aus dem Amt der Kultusministerin.
Im Februar 1954 verfügte sie einen Erlass, dass an die Absolventinnen der Frauenoberschulen „ab sofort“ nicht wie bislang seit Jahrzehnten üblich ein „Reifezeugnis“, sondern nur ein „Abschlusszeugnis“ gegeben werden durfte. Die Oberprimanerinnen der Frauenoberschulen steckten zu dieser Zeit mitten in den Prüfungen. Ohne vorherige Warnung wurde der von ihnen angestrebte Abschluss entwertet, vor allem weil er nicht mehr zur Aufnahme bestimmter Studien berechtigte. In den über 60 Frauenoberschulen des Landes herrschte heller Aufruhr. Elternbeiräte und Schulpflegschaften fühlten sich vor den Kopf gestoßen, denn das Schulgesetz schreibt das Befragen der Elternschaft vor wichtigen Änderungen im Aufbau des Schulwesens vor. Die Ministerin musste für den laufenden Prüfungsjahrgang nachgeben.
Christine Teusch lebte  mit ihrer Zwillingsschwester Käthe bis zu ihrem Tod im Alter von 80 Jahren im Oktober 1968 in Köln-Ehrenfeld. Christine Teusch wurde auf dem Melaten-Friedhof in Köln-Lindenthal beigesetzt.

## Ehrungen

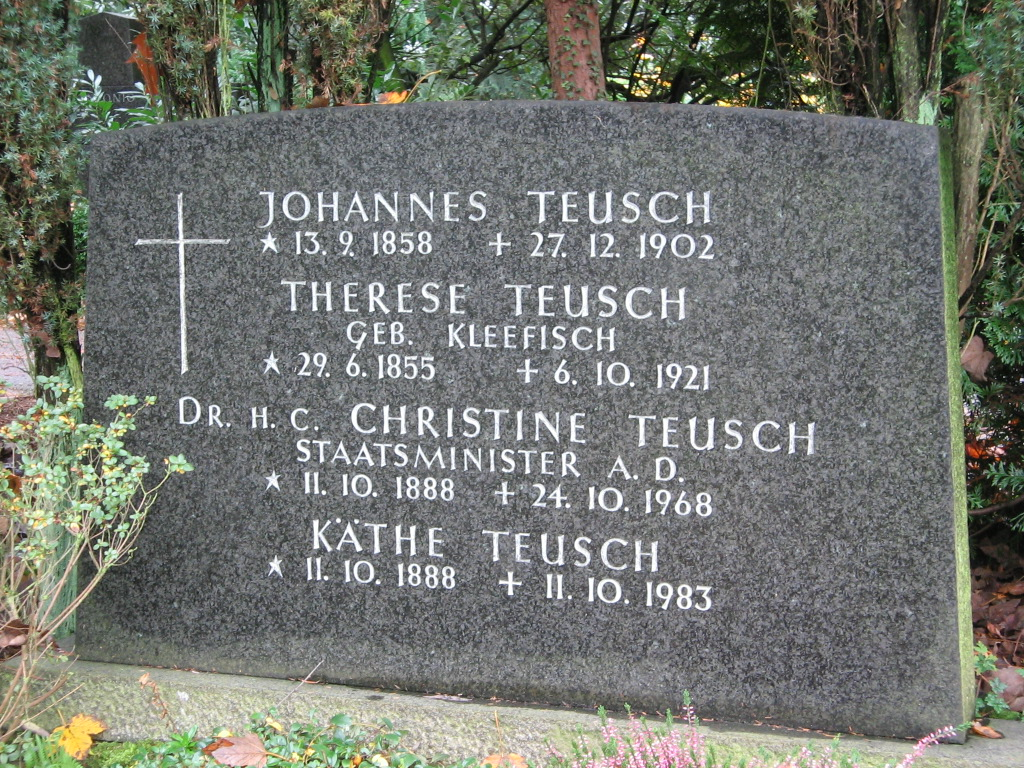
Grabstätte Melaten-Friedhof

- „In dankbarer Anerkennung ihrer großen Verdienste um den äußeren und inneren Aufbau der Rheinisch Westfälischen Technischen Hochschule Aachen nach dem Kriege, sowie ihrer unermüdlichen Fürsorge für die sozialen Einrichtungen der Studentenschaft“ ernannte sie die RWTH Aachen am 11. November 1954 zu ihrem Ehrensenator.
- Als erster Frau wurde ihr am 7. September 1956 das Große Verdienstkreuz mit Stern und Schulterband des Bundesverdienstkreuzes verliehen.
- Die Universität zu Köln ernannte sie 1963 zu ihrer Ehrenbürgerin.
- Die Deutsche Bundespost widmete am 13. November 1986 eine Briefmarke zu Ehren von Christine Teusch als Teil der Dauermarkenserie Frauen der deutschen Geschichte auf. Die Marke hatte einen Nennwert von fünfzig Pfennig und ist unter der Nummer Michel-Nr. 1304 katalogisiert.[9]
- Nach Christine Teusch sind diverse Straßen und Plätze benannt, vor allem in Nordrhein-Westfalen.

## Nachlass
Der Nachlass von Christine Teusch befindet sich im Landesarchiv Nordrhein-Westfalen Abteilung Rheinland (Bestand RWN 0126).

## Veröffentlichungen
- Fürsorge des Zentrums für Schwache und Hilfsbedürftige, Berlin 1924.
- Soziale Hilfsbereitschaft für Volk und Nation, in: Die christliche Frau 27 (1929) 75-78.
- Die christliche Frau im politischen Zeitgeschehen, Dortmund 1946.
- Das christliche Bildungsideal. In: Politisches Jahrbuch der CDU/CSU, hrsg. vom Generalsekretariat der Arbeitsgemeinschaft der CDU/CSU für Deutschland, 1. Jahrgang, Frankfurt 1950.
- Im Dienst der Stunde. Aus Lebensweg und Lebenswerk von Elly Heuss-Knapp. Ausgewählt und eingeleitet von Christine Teusch. Deutsches Mütter-Genesungswerk, Stein bei Nürnberg 1953.